# Кемпер, Дитрих
Ди́трих Ке́мпер (нем. Dietrich Kämper; р. 1936) — немецкий музыковед. Известен своими исследованиями камерной инструментальной музыки XVI века, музыкального футуризма, творчества Даллапикколы, а также истории рейнской музыки.

## Жизнь и творчество
Изучал игру на фортепиано и органе, а также теорию музыки у Карла Шефера в Оснабрюке. Учился в Кёльнской высшей школе музыке и Кёльнском университете у К. Г. Феллерера. Позднее занимался у Курта фон Фишера в Цюрихе. Защитил диссертацию по Францу Вюльнеру в Кёльне в 1963 году. С 1965 года возглавлял отделение рейнской музыкальной истории при Кёльнском университете, а затем Архив Макса Бруха. В 1967 году защитил докторскую диссертацию (хабилитация) об инструментальной ансамблевой музыке XVI века. С 1970 года преподает в Кёльнском университете (с 1995 года — профессор) и Кёльнской высшей школе музыки. В качестве приглашённого лектора работал в Кремоне (1990), Токио (1998) и Гаосюне (2008).
Основные научные интересы лежат в области итальянской музыки XVI века, современной музыки (особенно музыкальный футуризм) и истории рейнской музыки. Особое место в исследованиях Кемпера занимают труды о Луиджи Даллапикколе. Кемпер является автором первой биографии композитора (пер. на ит.), до сих пор остающейся одним из основных источников о нём. Также им написан ряд важных статей о Даллапикколе, в частности, о сериальных тенденциях его музыки.
В 1996 году в честь шестидесятилетия Кемпера был издан фестшрифт (Musik, Kultur, Gesellschaft: interdisziplinäre Aspekte aus der Musikgeschichte des Rheinlandes: Dietrich Kämper zum 60. Geburtstag, ed. N. Jers, Kassel, 1996).

## Избранные сочинения
- Franz Wüllner. Leben, Wirken und kompositorisches Schaffen, = Beiträge zur rheinischen Musikgeschichte, Heft 55, Köln 1963.
- Studien zur instrumentalen Ensemblemusik des 16. Jahrhunderts in Italien, = Analecta Musicologica. Veröffentlichungen der Musikabteilung des Deutschen Historischen Instituts in Rom, Bd. X, Köln/Wien 1970.
- Gefangenschaft und Freiheit. Leben und Werk des Komponisten Luigi Dallapiccola, Köln 1984. Пер. на ит.: Luigi Dallapiccola. La vita e l’opera, Firenze, 1985.
- Die Klaviersonate nach Beethoven. Von Schubert bis Skrjabin, = Grundzüge, Bd. 69, Darmstadt 1987